# Skotlands Stænderforsamling
Skotlands Stænderforsamling eller De tre stænder (engelsk: Estates of Parliament, Parliament of Scotland, Scots Parlament, Three estates, lavlandsskotsk: Thrie Estaitis, Estates o Scotland, skotsk gælisk: Pàrlamaid na h-Alba) var den lovgivende forsamling (dvs. parlament) for Kongeriget Skotland mellem 1235 og 1707. 

## Sammensætning
Stænderforsamlingen var et etkammerparlament, hvor alle parlamentarikere holdt fælles møder. Dog valgte stænderne deres repræsentanter hver for sig.
De tre oprindelige stænder:
- Første stand (Den skotske præstestand).
- Anden stand (Den skotske adel, der oprindeligt blev betragtet som landdistrikternes (klanernes) repræsentanter).
- Tredje stand (Den skotske borgerstand, der valgte burgh comissioners til stænderforsamlingen).

Præstestanden mistede sin repræsentation i 1638. Til gengæld blev landdistrikterne styrkede ved, at der opstod en slags Fjerde stand (shire comissioners).

## Nedlæggelse
Skotlands Stænderforsamling blev opløst i 1707. I stedet skulle skotterne vælge 61 medlemmer til Det britiske parlament i London. Skotlands repræsentanter i Westminster fordeltes således:
- Anden stand: Den skotske adel valgte 16 Lords of Parliament til Overhuset.
- Tredje stand: Den skotske borgerstand valgte 15 burgh comissioners til Underhuset.
- Fjerde stand: De skotske landdistrikter valgte 30 shire comissioners til Underhuset.

| Politik | Spire Denne artikel om politik og ideologi er en spire som bør udbygges. Du er velkommen til at hjælpe Wikipedia ved at udvide den. |